# Nicolai Engelhardt Nannestad
Nicolai Engelhardt Nannestad (13. oktober 1730 i Nordmørs Fogderi, Trondheims Stift – 14. april 1782) var professor og præst, hans forældre var oberstløjtnant Lars Nannestad (død 1758) og Elisabeth født Engelhardt.
Han blev student fra Trondheims Skole 1744 og tog to år efter teologisk attestats. Derefter var han sammen med en ældre broder udenlands 1747-50 på sin farbror biskoppens bekostning og opholdt sig særlig i Halle og Rostock; Broderen døde under opholdet i Halle. Efter hjemkomsten blev han 1751 lærer for landkadetterne; 1754 kloster-og regensprovst, hvormed i hin tid stillingen som biskoppens vikar ved universitetet var forbundet. Men allerede året efter byttede han embede med Johan Ernst Gunnerus, der var kaldet til sognepræst på Herlufsholm, men endnu ikke havde tiltrådt denne virksomhed. Fra Herlufsholm forflyttedes han 1758 til Odense som professor i hebraisk og lektor i teologi ved gymnasiet. Ved den store promotion 1760 fik han den teologiske doktorgrad for en afhandling om genløsningen. Med lærerstillingen ved gymnasiet forbandt han fra 1766 embedet som kapellan ved Sankt Knuds Kirke. Kapellaniet var den gang så ringe, at det vanskelig kunne bestå som særligt kald, og formanden var vel tilfreds med at få tilladelse til at overlade Nannestad det. Her var i hans tid professorerne Jacob Christian Pingel og dr. Lorents Ancher sognepræster. Han døde pludselig uden foregående sygdom 14. april 1782.
Nannestad var en flittig og almindelig anset mand af betydelig lærdom. Han har efterladt en mængde skrifter, som dog nu er uden værdi. Der er en trættende bredde over dem alle, og den tørre, flade fornuftkristendom er deres karaktermærke. Foruden talrige programmer og taler ved gymnasiets fester har han udgivet flere religionslærebøger og andagtsskrifter. Han begyndte også på en stort anlagt fortolkning af det nye testamente, men fik kun forklaringen til de fem første kapitler af Matthæus-Evangeliet udgivet (1771). Samme år udkom hans «Nødtørftig Forklaring over Forvandtskabsled» i anledning af den nye forordning om ægteskab. Han trådte her i Johann David Michaelis’ spor, i det han erklærede Moselovens bestemmelser om forbudte ægteskabsgrader som eneste rettesnor for lovgivningen i modsætning til den kanoniske rets mange indsnævrende bestemmelser. Han brugte også – efter tysk mønster – at udgive udkast ("Summarisk Indhold") til sine prædikener i løse ark og lade dem omdele i kirken. En årgang af disse er derefter udgivet som et samlet bind (1771-72). Nannestad var gift med Mette Elisabeth født Delgast (1800), datter af urmager Delgast i Horsens. Hans yngste datter var biskop Peter Outzen Boisens 2. hustru.